# 花開物語
《花開物語》（簡稱）是由P.A. Works原創、原案及主導製作的動畫作品。於2011年4月至9月首播全26話的電視動畫。2012年3月22日在官方網站宣布製作劇場版《花開物語 HOME SWEET HOME》，2012年5月21日發表，2013年3月9日先行在石川縣公開上映，2013年3月30日正式在日本全國公開。

## 概要
本作品是P.A.WORKS為紀念創社10週年而特別製作。於2010年12月5日在石川縣金澤市的金泽21世纪美术馆宣佈製作發佈。動畫監督則由曾執導《CANAAN》的安藤真裕擔任。於2011年4月3日首播、9月25日播放完畢，全26話。
同年10月9日，官方於活動中宣佈將會製作新作。2012年3月22日，官網公開《花開物語 HOME SWEET HOME》製作消息，同年5月在漫畫版第四集的書腰以及相關雜誌上公開確定為劇場版，於2013年3月30日上映，BD及DVD於10月16日開始發售（以上日期皆為日本時間）。

## 故事
「我還不知道我的將來會怎樣，也還不想知道。」常常幻想著「突然的夜逃、突然的告白及突然的分離」。 一直以來那個想變成不同的自己的夢，卻一日就這樣成真。松前緒花的平凡在那一天之內居然迎來了電視連續劇般的驚人展開。將離開這熟悉卻沒什麼感情的城市，前往母親指示未曾謀面的外婆家生活……
出身於東京的16歲女主角「松前緒花」，是個努力的渡過每一日的平凡女生，想要變得和「現在的自己」不一樣，這些幻想於某一天突然成真了。告別了母親「松前皋月」前往了外婆的溫泉旅館「喜翠莊」工作及居住生活。那是個充滿了大正浪漫風味的溫泉旅館。在那裡，緒花遇見了「鶴來民子」、「押水菜子」及「和倉結名」等女孩及各式各樣的人，也認識到從未認識到的新世界（簡直像花芽衝破地面而進入了另一個世界一般），在這充滿著春色與夢幻的地方，開始了與過往不同的新生活。雖然有笑有淚，也有非常難受的時候，但不管發生了什麼，明天依舊會到來。「所以我會更努力，盡全力地發光」。隨著太陽的引導，緒花這個細小的花蕾會綻放出更大更美麗的花朵……

## 登場角色

### 主要人物
松前緒花（配音：伊藤加奈惠）
本作女主角。16歲，11月30日生，射手座，身高147公分。翠的外孫女。
某天，因母親皋月與其戀人避債，緒花被迫到外婆翠經營的的溫泉旅館「喜翠莊」寄住。
因為皋月生性懶散且工作忙碌，因此緒花從幼稚園開始就學會做飯，因而擅長料理。
性格積極樂觀。連緒花的外婆翠也認為緒花跟母親皋月很像。
喜歡孝一，但還無法坦率的回應他的感情。
漸漸將喜翠莊作為生活的重心，也逐漸能理解外婆的經營理念，在母親皋月於旅遊雜誌將喜翠莊評為不佳時，衝動地前往出版社抗議並要求她改寫評語。
最後喜翠莊暫時關閉後回到東京，並向外婆表示會再回來這裡。
在雪洞祭時向孝一坦承自己也喜歡孝一。
名字是父親取的，由來是夏威夷語中的「ohana」意思是「家人」。
種村孝一（配音：梶裕貴）
本作男主角。16歲。緒花在東京的同學，於緒花離開東京前一晚向其告白。
原本在貨運公司打工，後來轉往書店。
曾獨自前往探視緒花，但因緒花到鎮上尋找在參加同學婚禮的徹而錯過。
在最終話得知緒花也喜歡著自己。
鶴來民子（配音：小見川千明）
17歲，4月5日生，牡羊座，身高160公分。
「喜翠莊」的廚師見習生。暱稱「（minchi）」。
住宿傭工，與緒花同住一間房間。對待工作十分認真，對自己的要求也很嚴格與積極進取。被緒花逼迫說出討厭吃菠菜。
不太喜歡多管閒事的緒花，起初每次看到緒花就對她說「去死！」，後來逐漸認同她。
一開始對緒花使用「去死！」，後來改成「鴨仔蛋」，意思是「令人感到無法置信程度地不會察言觀色」。
對宮岸徹抱有好感，不過一直不敢說出口。
在學校被稱為民子公主，有著如公主般高貴淡漠的氣質而很有人氣，曾被多名男學生告白，但都很乾脆的拒絕了，認為有喜歡的人就不能接受對方告白。
立志要當廚師的動機是小時候常在月底常與父母去買三餐用食材，順路去商店街的餐廳吃飯時看到廚師在廚房工作感到憧憬，及被熱血料理漫畫《流浪菜刀鐵平》裡的主角鐵平所感動。
喜翠莊宣告暫時性閉館後，在宮岸徹的協助下應徵到市場的鮮魚餐廳工作。
押水菜子（配音：豊崎愛生）
17歲，4月7日生，牡羊座，身高165公分。
「喜翠莊」的工讀生。性格害羞內向。暱稱「（nakochi）」。家裡是大家庭。
身材姣好，但是個性十分內向害羞，非常不擅長與人接觸，到喜翠莊擔任女侍也是希望改善這個缺點。
緒花在「喜翠莊」的工作指導者。與民子的關係良好。被緒花逼迫說出討厭吃芋頭。
後來和緒花交好，自願說要教緒花游泳。
3歲時就在游泳學校學習泳技，泳術十分了得，小時候有個外號「小河童」。
因為身為教師的雙親工作忙碌，兩個弟弟和一個妹妹都由身為長女的菜子一手照顧。
和倉結名（配音：戶松遙）
16歲，1月23日生，水瓶座，身高155公分。
個性樂觀開朗。「喜翠莊」的競爭對手「福屋」的獨生女，與緒花等人是同年級，每次登場都會換不一樣的方言說話。
雖然是福屋的獨生女，但並不想接手當福屋的老闆娘，認為在旅館工作很累，外面應該還有很多令她更有興趣的工作在。
緒花剛轉進班級時便與緒花成為朋友，認為緒花很有趣。
在學校被稱作結名公主，時常被告白，被民子認為很輕浮，但是被告白後會正直坦白地拒絕，只是單純地認為被對方告白很高興。
未婚夫為知名大型旅館「福洋旅館」的繼承人日渡洋輔，因洋輔對旅館的工作很執著，希望結名能在畢業後跟他一同繼承旅館。
但在修學旅行中對洋輔坦白，她喜歡的事沒有「經營旅館」這個項目而拒絕。
旅行的第二天傍晚，在緒花的刺激下第一次嘗試了清掃大浴室，開始對旅館的工作產生了一絲興趣。在離開前回答洋輔兩人的婚約「未定」。

### 喜翠莊
四十万翠（配音：久保田民繪、本田貴子（青年））
68歲。「喜翠莊」的老闆娘。皋月的母親、緒花的外婆。
對工作的態度十分認真，做事都以客人為先，深得員工的尊重。
外表雖然嚴肅，但也有溫柔的一面；對員工訓練雖然嚴厲，但在經營上懂得圓融和變通。
在皋月離家出走後就甚少與其聯絡。皋月來訪時表面上十分不悅，但在祖孫三人團聚時卻顯得十分愜意。
知道皋月其實充滿能力與幹勁，內心一直希望皋月能繼承喜翠莊；但也意識到真正會繼承的不是皋月，而是較為無能的緣。
在拍攝宣傳影片的騙局曝光之後，趁著豆爺退休的時候宣布終止營業，後在勸說下改為「暫時性閉館」。
四十万緣（配音：濱田賢二、日笠陽子（幼年））
32歲。四十万家長子，皋月的弟弟，「喜翠莊」的掌櫃。
從小對於極有天分的姐姐皋月感到自卑，在很多地方顯得懦弱且優柔寡斷。
對老闆娘母親終止營業的決定起初十分反彈。最後了解到自己的能力不足，同意喜翠莊「暫時性閉館」，並到福屋學習，宣示有一天要重新振興喜翠莊。
宮岸徹（配音：間島淳司）
23歲。「喜翠莊」的廚師。
民子在廚房工作的指導，有時會大聲責罵民子在工作上的錯誤。
看到了緒花為了工作而努力的身影，對緒花產生了好感，會不自覺特別關心緒花，緒花發生事情時也會非常在意。
而這件事情在第二十二話時對民子坦承，但表示也沒有想要對緒花怎麼樣，只是看著她會覺得很期待，不知道緒花接下來會做些什麼。
在閉館後幫助民子得到鮮魚店的工作。
富樫蓮二（配音：山口太郎）
42歲。「喜翠莊」的主廚。
面容嚴肅，為人沉默寡言，左眉毛上有刀疤，在喜翠莊服務了近20年。
外冷內熱的男子漢。但是意外地沒有抗壓性；壓力過重或是緊張的時候會極度失常，甚至曾失手把刀子插在魚上。在閉館後到了其他旅館繼續廚師工作。
川尻崇子（配音：恒松步）
30歲。「喜翠莊」的經營顧問。
緣的大學同學，其提出的方案幾乎都沒有什麼建設性。喜翠莊的人除了緣之外，幾乎都不贊成她所提的方案。
說話時經常夾雜著英語，身手很好，可以把一個大男人過肩摔，第二十二話與緣結婚，成為緒花的舅媽。
在喜翠莊宣告暫時性閉館後，與緣一起進入福屋工作。
輪島巴（配音：能登麻美子）
28歲。「喜翠莊」的女侍領班。
個性穩重且友善隨和很受緒花和菜子尊敬，因母親要求她去相親而猶豫是否結婚還是繼續工作。
後來也認同自己適合這份工作，被緒花和菜子稱做「巴姊姊」。
在喜翠莊宣告暫時性閉館後到居酒屋工作。
助川電六（配音：長）
推測是73歲。「喜翠莊」的維修技師。被喜翠莊的人稱為「豆爺」。
為喜翠莊的資深員工，當年翠與其丈夫繼承旅館時便跟隨倆夫婦至今。
在喜翠莊工作了一輩子，算是看著皋月與緣成長的長輩。
在喜翠莊宣告暫時性閉館後選擇退休，目前與兒子同住。
次郎丸太郎（配音：諏訪部順一）
31歲。小說家。原為「喜翠莊」208號房間的長期住客。
因為小說賣不出去，為了償還房租與賺取生活費而開始在「喜翠莊」工作，被調往原本放置被褥的房間居住。
曾是懷舊料理漫畫《流浪廚師鐵平（流れ包丁鉄平）》的漫畫原作者，筆名美布二郎（みふ じろう）。而徹和民子從小就是這部漫畫的粉絲。第二十四話偶然看到徹和民子在翻閱流浪菜刀鐵平時承認就是這部漫畫的原作者讓兩人感到震撼。
在喜翠莊宣告暫時性閉館後在電影院工作，並以成為暢銷作家為目標奮鬥中。

### 主要人物的血親
松前皋月（配音：本田貴子、伊藤加奈惠（學生時代））
38歲。緒花的母親，四十万翠的女兒。丈夫松前綾人於15年前過世，生前是攝影師。
被輪島巴形容為「私生活混亂的人」。
對緒花的人生觀有很大的影響。
沒有繼承喜翠莊，但是工作能力很強，在鮮少接觸工作的情況下也可以把工作做得很完美，緣自小就自嘆不如姐姐。
松前綾人（配音：竹内良太）
緒花的父親，皋月的丈夫，在劇場版中初次登場。
住在東京的攝影師，拜訪湯乃鷺的時候，與和母親吵架奪門而出的高中生皋月相遇，後來兩人結婚。
在緒花出生後不久去世。
和倉茂子（配音：齋藤貴美子）
「福屋」的老闆娘。結名的奶奶。
押水 民夫（配音：新垣樽助）
菜子的父親。老師。
押水佳代子（配音：新井里美）
菜子的母親。老師。
押水智也（配音：水原薫）
菜子的弟弟。
押水麻奈（配音：慶長佑香）
菜子的妹妹。
押水裕明
菜子的弟弟，還是一名嬰兒。
四十万誠司（配音：近藤孝行）
翠已故的丈夫。廚師，與翠在同一旅館工作時認識。
在決定結婚時，從當時工作的旅館的老闆手裡接下了一間沒有繼承者的旅館，即為喜翠莊的前身。
而喜翠莊涵義為「讓翠高興的旅館」。

### 香林高校
三崎卓三（配音：保村真）
香林高校（緒花等人就讀的高中）的老師，民子等三人的班導。
小松晴彦（配音：興津和幸）
與民子、緒花同班的男同學。稱民子和結名為「民子公主」、「結名公主」。
櫻井霧人（配音：松岡禎丞）
與民子、緒花同班的男同學。曾多次對民子告白。
圓光寺 敏明（配音：室元氣）
香林高校的學生。
水野枝莉（配音：壽美菜子）
菜子的同班同學。美術部成員。
階戶雪（配音：田頭里奈）
與民子、緒花同班的女同學。喜歡櫻井霧人。

### 其他人物
輪島君子（配音：湯屋敦子）
巴的母親。
五十嵐 波子（配音：南條愛乃）
孝一打工的書店裡的同事。喜歡孝一，曾向其表白，但遭到孝一拒絕。
日渡洋輔（配音：木村良平）
緒花一行人在修學旅行中所住宿的福洋旅館的繼承人。和倉結名的遠房親戚，小時候的好友以及未婚夫。
目前在福洋旅館當番頭（外場總管），對擔任女侍的打工者們十分嚴厲。
日渡謙治（配音：田中完）
洋輔之父，福洋旅館老闆、掌櫃。
日渡 雅子（配音：澤田泉）
洋輔之母，福洋旅館老闆娘。
伊佐美轍夫（配音：斧篤）
小有名氣的電影導演，第十六話因為要拍攝以溫泉旅館為主題的電影而與緣接觸。
實際上因為好賭而欠了一屁股債，拍電影的目的是為了詐取電影公司的製作費。
後更說服緣讓喜翠莊擔任合作出資者，並在緣簽下契約書拿到錢後便捲款潛逃，行蹤不明。後來從皐月的情報接獲人躲在東京，被追到東京來的崇子來個過肩摔逮個正著，後交由警察移送法辦。
末廣廣子（配音：遠藤綾）
與喜翠莊合作的電影的主演。
桃谷桃子（配音：吉田奈央）
與末廣同行的女性。

## 舞台

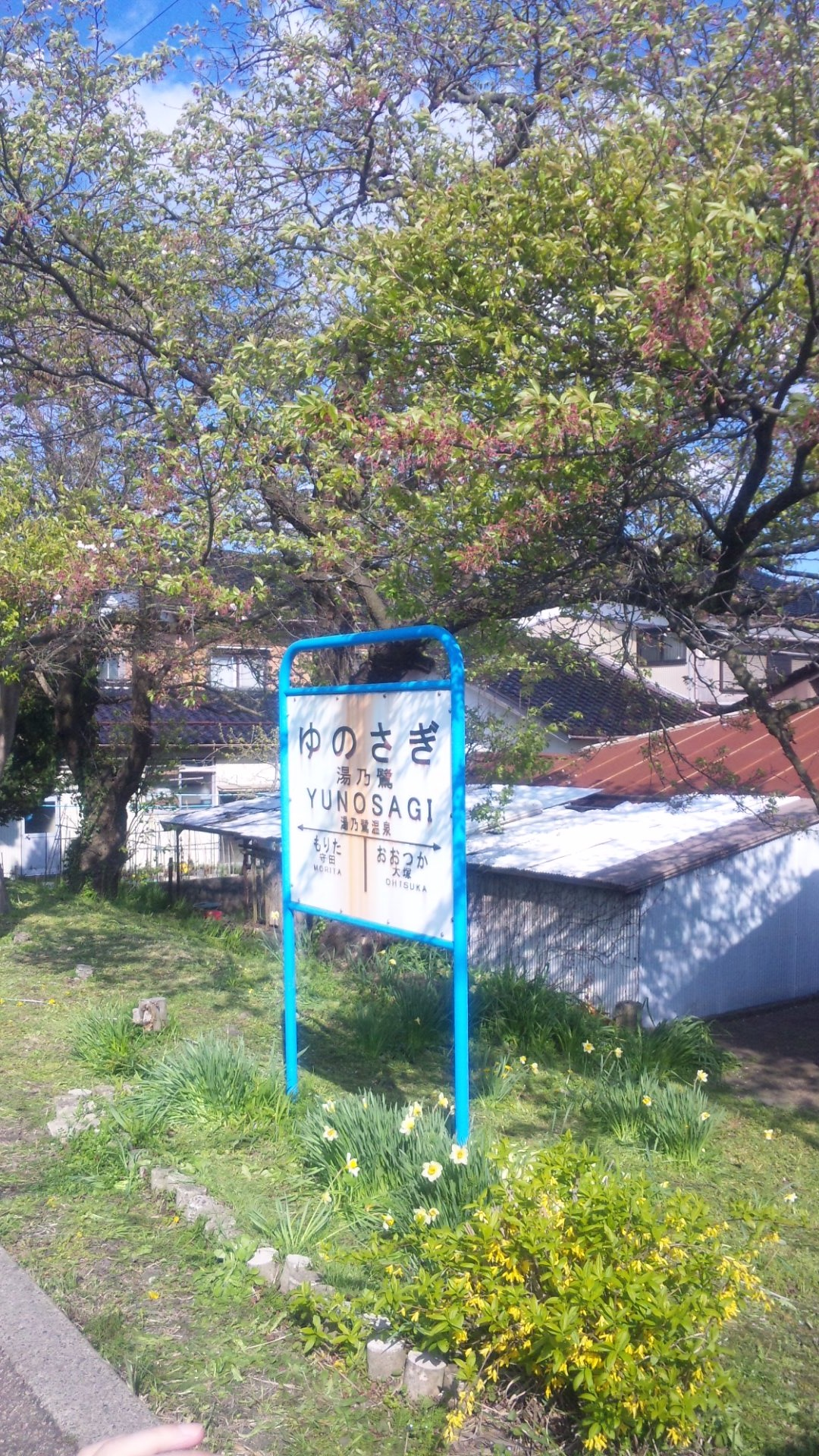
西岸車站月台的「湯乃鷺」站名牌

以石川縣金澤市的溫泉街「湯涌溫泉」作為主要舞台，登場人物的姓氏都取自石川縣內當地的地名（輪島市、押水町、鶴來町、和倉溫泉、四十萬町），但故事、登場人物則屬原創。
此外，本作也與在地單位合作協助取材，如能登鐵道（松前緒花等人平日通學使用的交通工具樣本）、光岡汽車及金澤美術工藝大學（鶴來民子等人就讀的香林高中校舍樣本）等。其中能登鐵道為宣傳該作品，將西岸車站月台新增一片動畫中虛構的「湯乃鷺」車站站名牌，並成為「聖地巡禮」指標車站，部份班次車內自動播音改為動畫人物版本，希望吸引動漫迷前往朝聖，進而帶動石川縣與能登半島境內觀光。
而故事所發生之「喜翠莊」，則以「白雲樓旅館」為雛形。此旅館為石川縣金澤市湯涌溫泉的地標性溫泉旅館，創立於1932年，1999年因經營不善倒閉。後來雖不斷有人出售與競標，但都因各種問題流標或是無法重新營業。最後在2006年5月正式拆除。

## 製作人員
- 原作、動畫製作：P.A.Works
- 導演：安藤真裕
- 系列構成：岡田麿里
- 人物原案：岸田梅爾
- 人物設計、總作畫指導：關口可奈味
- 動畫：石井百合子
- 3D指導：山崎嘉雅
- 美術指導：東地和生
- 色彩設計：井上佳津枝
- 攝影指導：並木智
- 編輯：高橋步
- 音樂：濱口史郎
- 音響指導：明田川仁
- 製作人：堀川憲司
- 製作：花伊呂旅館組合（Bandai Visual、Lantis、P.A. Works、波麗佳音、Showgate、創通、讀賣電視台）

## 主題歌
片頭曲
《（花朵的顏色）》（第2話 - 第13話）
作詞、作曲：，編曲、主唱：nano.RIPE
第1話當作片尾曲使用。
《（面影Warp）》（第14話 - 第25話）
作詞：，作曲：佐佐木淳，編曲、主唱：nano.RIPE
片尾曲
《Hazy》（第2話 - 第5話、第7話、第9話 - 第10話、第12話 - 第13話）
作詞：坂井季乃，作曲、編曲：黑須克彥，主唱：sphere
《（月影與鞦韆）》（第6話）
作詞、作曲：，編曲、主唱：nano.RIPE
《夢路》（第8話、第26話）
作詞、作曲：，編曲、主唱：nano.RIPE
（第11話）
作詞、作曲：，編曲、主唱：nano.RIPE
《（花開伊呂波）》（第14話 - 第21話、第23話、第24話）
作詞：原田郁子，作曲：，編曲、主唱：Clammbon
（第22話）
作詞、作曲：，編曲、主唱：nano.RIPE
（第25話）
作詞：渡邉美佳，作曲、作曲：濱口史郎，主唱：Gey' s AX
插入歌
（第1話）
作詞：，作曲：佐佐木淳，編曲、主唱：nano.RIPE
《（前住春天）》（第2、4、12話）
作詞：原田謙太，作曲：田崎慎也，編曲、主唱：Rey
《（月影與鞦韆）》（第9話）
作詞、作曲：，編曲、主唱：nano.RIPE
《（漫長旅程的途中）》（第12話）
作詞：原田謙太，作曲：坂本克之，編曲、主唱：Rey
《この広い野原いっぱい》（第18話）
作詞：小園江圭子，作曲：森山良子，主唱：押水菜子（豐崎愛生）
形象歌曲

作詞：，作曲：佐佐木淳，編曲、主唱：nano.RIPE
《夢路》
作詞、作曲：，編曲、主唱：nano.RIPE

## 各話列表
| 話數       | 日文標題                    | 中文標題                   | 腳本     | 分鏡     | 演出          | 作畫監督                       |
| ---------- | --------------------------- | -------------------------- | -------- | -------- | ------------- | ------------------------------ |
| 第一話     |                             | 十六歲、春天、未綻放的花蕾 | 岡田麿里 | 安藤真裕 | 安藤真裕      | 關口可奈味                     |
| 第二話     |                             | 報復、從伙食下手           | 岡田麿里 | 篠原俊哉 | 倉川英揚      | 鈴木美咲 小島明日香            |
| 第三話     |                             | 毛蛋                       | 岡田麿里 | 安藤真裕 | 柿本廣大      | 石井百合子                     |
| 第四話     |                             | 蒼鷺狂想曲                 | 岡田麿里 | 安藤真裕 | 安齋剛文      | 吉田優子                       |
| 第五話     |                             | 淚眼的廚師慕情             | 樋口達人 | 岡村天齋 | 香織          | 肥塚正史                       |
| 第六話     | Nothing Venture Nothing Win | 不入虎穴焉得虎子           | 浦畑達彦 | 許琮     | 許琮          | 三嶽理繪 前田美智代            |
| 第七話     |                             | 喜翠戰線無異狀             | 小柳啓伍 | 岡村天齋 | 守岡博        | 山内尚樹                       |
| 第八話     |                             | 起跑                       | 浦畑達彥 | 安齋剛文 | 安齋剛文      | 鈴木美咲 小島明日香            |
| 第九話     |                             | 喜翠莊最漫長的一日         | 浦畑達彥 | 篠原俊哉 | 倉川英揚      | 石井百合子 川面恒介 小島明日香 |
| 第十話     |                             | 微熱                       | 西村純二 | 篠原俊哉 | 羽生尚靖      | 田中春香 落合瞳                |
| 第十一話   |                             | 深夜的怒吼                 | 岡田麿里 | 安藤真裕 | 篠原俊哉      | 川面恒介 吉田優子              |
| 第十二話   |                             | 再見                       | 岡田麿里 | 橘正紀   | 許琮          | 許宰銑                         |
| 第十三話   |                             | 四十萬之女 〜傷心MIX〜     | 岡田麿里 | 安藤真裕 | 橋本昌和      | 鍋田香代子                     |
| 第十四話   |                             | 這就是我的生活方式         | 樋口達人 | 入江泰浩 | 羽生尚靖      | 大塚亨 小川繪理 落合瞳         |
| 第十五話   |                             | 水泡、然後、放晴           | 樋口達人 | 入江泰浩 | 安齋剛文      | 小島明日香                     |
| 第十六話   |                             | 那片天空、這片天空         | 西村純二 | 許琮     | 倉川英揚      | 小島明日香 許宰銑              |
| 第十七話   |                             | 山丘上的池塘               | 西村純二 | 西村純二 | 太田知章      | 伊藤依織子 江森真理子          |
| 第十八話   |                             | 人魚公主與貝殼胸罩         | 岡田麿里 | 篠原俊哉 | 篠原俊哉      | 川面恒介                       |
| 第十九話   |                             | 熱稠稠的蛋包飯             | 浦畑達彥 | 安齋剛文 | 許琮          | 大導寺美穗 丸山宏一            |
| 第二十話   |                             | 愛・香林祭                 | 浦畑達彥 | 橋本昌和 | 西村純二      |                                |
| 第二十一話 |                             | 去死、復活                 | 岡田麿里 | 入江泰浩 | 安齋剛文      | 吉田優子 川口千里              |
| 第二十二話 |                             | 單戀的決意                 | 岡田麿里 | 橋本昌和 | 倉川英揚      | 小島明日香                     |
| 第二十三話 |                             | 夢的終結                   | 西村純二 | 西村純二 | 太田知章      | 川面恒介                       |
| 第二十四話 |                             | 最終頭目是四十萬翠         | 岡田麿里 | 篠原俊哉 | 篠原俊哉      | 伊藤依織子                     |
| 第二十五話 |                             | 我最喜歡的喜翠莊           | 岡田麿里 | 安藤真裕 | 安齋剛文 許琮 | 吉田優子 川口千里 大導寺美穗   |
| 第二十六話 |                             | 某天會綻放的花朵           | 岡田麿里 | 安藤真裕 | 安藤真裕      | 川面恒介 小島明日香            |

## 播放電視台
| 播放地區 | 播放電視台   | 播放日期               | 播放時間（UTC+9）    | 播放電視網 | 備考              |
| -------- | ------------ | ---------------------- | -------------------- | ---------- | ----------------- |
| 東京都   | TOKYO MX     | 2011年4月3日 - 9月25日 | 星期日 22:00 - 22:30 | 獨立UHF局  |                   |
| 埼玉縣   | 埼玉電視台   | 2011年4月3日 - 9月25日 | 星期日 25:35 - 26:05 | 獨立UHF局  |                   |
| 千葉縣   | 千葉電視台   | 2011年4月4日 - 9月26日 | 星期一 25:30 - 26:00 | 獨立UHF局  |                   |
| 富山縣   | 北日本放送   | 2011年4月4日 - 9月26日 | 星期一 25:30 - 26:00 | NNS        | P.A.WORKS的所在地 |
| 近畿地區 | 讀賣電視台   | 2011年4月4日 - 9月26日 | 星期一 25:44 - 26:14 | NNS        | MONDAY PARK第1部  |
| 中京地區 | 中京電視台   | 2011年4月5日 - 9月27日 | 星期二 26:44 - 27:14 | NNS        |                   |
| 日本全域 | KIDS STATION | 2011年4月9日 - 10月1日 | 星期四 23:27 - 23:54 | CS放送     | 有重播            |
| 石川縣   | 金澤電視台   | 2011年4月9日 - 10月1日 | 星期四 25:49 - 26:19 | NNS        |                   |
| 日本全域 | NICONICO     | 2011年4月9日 - 10月1日 | 星期六 更新          | 網絡播放   |                   |

## 漫畫
花開物語
於《月刊GANGAN JOKER》2010年12月號至2012年10月号期間進行連載，千田衛人作畫。單行本全5卷。
| 卷數 | 史克威爾艾尼克斯 | 史克威爾艾尼克斯       | 青文出版社     | 青文出版社             |
| 卷數 | 發售日期         | ISBN                   | 發售日期       | EAN / ISBN             |
| ---- | ---------------- | ---------------------- | -------------- | ---------------------- |
| 1    | 2011年3月22日    | ISBN 978-4-7575-3171-0 | 2018年5月9日   | EAN 471-8016-02910-1   |
| 2    | 2011年7月22日    | ISBN 978-4-7575-3294-6 | 2018年7月19日  | EAN 471-8016-03090-9   |
| 3    | 2011年12月22日   | ISBN 978-4-7575-3449-0 | 2018年9月17日  | ISBN 978-986-356-570-3 |
| 4    | 2012年5月22日    | ISBN 978-4-7575-3604-3 | 2018年11月15日 | ISBN 978-986-356-667-0 |
| 5    | 2012年12月22日   | ISBN 978-4-7575-3824-5 | 2019年1月17日  | ISBN 978-986-356-750-9 |

花開物語 Green Girls Graffiti
於2011年7月1日起在Web Comics Gekkin網站，2011年7月1日至2012年7月2日期間刊載。細雪純作畫。單行本全2卷。
| 卷數 | Bandai Visual  | Bandai Visual          |
| 卷數 | 發售日期       | ISBN                   |
| ---- | -------------- | ---------------------- |
| 1    | 2011年12月10日 | ISBN 978-4-04-899241-1 |
| 2    | 2012年7月10日  | ISBN 978-4-04-899246-6 |

EC漫畫選集
皆由Bandai Visual發行。〈Emotion Comics〉
- ：2011年8月10日發售、ISBN 978-4-04-899230-5
- ：2011年9月10日發售、ISBN 978-4-04-899235-0

## 劇場版
《劇場版 花開物語 HOME SWEET HOME》

2013年3月9日開始石川縣内的4個劇場先行上映，同年3月30日全國放送。

主要工作人員與擔當聲優與電視版相同。

「我想要更加耀眼……!」完全新作的內容，描述雪洞祭之前的秋日所發生的事情。

### 登場角色
- 松前緒花：伊藤加奈惠
- 鶴來民子：小見川千明
- 押水菜子：豐崎愛生
- 和倉結名：戶松遙
- 輪島巴：能登麻美子
- 種村孝一：梶裕貴
- 松前皐月：本田貴子
- 松前綾人：竹內良太
- 四十万翠：久保田民繪
- 四十万緣：濱田賢二
- 宮岸徹：間島淳司
- 富樫蓮二：山口太郎
- 川尻崇子：恆松步
- 次郎丸太郎：諏訪部順一
- 助川電六：長

### 工作人员（劇場版）
- 原作・動畫製作 - P.A.WORKS
- 導演・分鏡 - 安藤真裕
- 劇本 - 岡田麿里
- 演出 - 安齋剛文、許琮、倉川英揚、安藤真裕
- 角色原案 - 岸田梅爾
- 角色設計、總作畫監督 - 關口可奈味
- 主動畫師 - 石井百合子
- 作畫監督 - 鍋田香代子、伊藤依織子、吉田優子、宮川智恵子、天崎まなむ、奧田陽介、頂真司、渡部由紀子、石井百合子、關口可奈味
- 美術設定 - 鹽澤良憲、小川充子、岩畑剛一、島村英康
- 美術監督 - 東地和生
- 色彩設計 - 井上佳津枝
- 撮影監督 - 並木智
- 3D監督 - 山崎嘉雅
- 編集 - 高橋歩
- 音響監督 - 明田川仁
- 音響効果 - 中野勝博（SOUND BOX）
- 音響制作 - マジックカプセル
- 音樂 - 濱口史郎
- 音樂監督 - 伊藤善之
- 音樂制作 - Lantis
- 音樂協力 - 読売テレビエンタープライズ
- エグゼクティブプロデューサー - 福場一義、井上俊次、西垣慎一郎、安藝貴範、青木建彦、宮内康行、松永芳幸、臼井久人
- ラインプロデューサー - 辻充仁
- プロデュース - 永谷敬之
- プロデューサー - 大島靖、斎藤滋、北田修一、小田ツヨシ、岡村武真、坂本耕作、和田洋介、川村仁、堀川憲司
- 製作 - 花いろ旅館組合（ポニーキャニオン、P.A.WORKS、ランティス、ショウゲート、創通、グッドスマイルカンパニー、コスパ、読売テレビエンタープライズ、キッズステーション、北國新聞社、インフィニット）
- 配給 - ショウゲート

### 主題歌（劇場版）
「影踏み」
作詞 - きみコ / 作曲 - きみコ、佐々木淳 / 編曲・歌 - nano.RIPE

### 商業搭配
隨著劇場版動畫的公開，於北陸3縣地區境內的OK便利商店及各家便利商店限定，並期間限定販售所採用石川縣特產食材特別製作的便當或美式鬆餅。當兩者都購入時，可獲得一個特製的資料夾。

## 外部連結
- 電視動畫官方網站 （页面存档备份，存于）（日語）
- 劇場版《HOME SWEET HOME》官方網站 （页面存档备份，存于）（日語）
- 花開物語官方部落格 （页面存档备份，存于）（日語）